# Caroline Alessi
Caroline Alessi is een personage uit de Australische serie Neighbours. Ze werd van 18 januari 1990 tot 5 augustus 1992 gespeeld door Gillian Blakeney, de negen minuten jongere tweelingzus van Gayle Blakeney die in dezelfde periode gestalte gaf aan Christina Alessi. Op 6 september 2019 keerden Blakeney en haar zus terug voor drie afleveringen. 

## Biografie

### Hoe het begon
Tv-presentatrices Gillian en Gayle Blakeney werden in 1989 op eigen verzoek in de serie geschreven als, respectievelijk, Caroline en Christina Alessi; vanwege hun interesse in tweelingpsychologie stonden ze erop dat de personages zo geloofwaardig mogelijk werden neergezet. Zeven maanden nadat ze een contract hadden getekend werden hun eerste scenes gefilmd. 

### Verschillen met tweelingzus Christina
Caroline en Christina zijn de dochters van een Australische moeder (Margaret Alessi) en een vader van Italiaanse afkomst (Frank Alessi).  Ze groeiden op met een oudere zus en twee jongere broers. Christina en Caroline hebben een typische tweeling-jeugd gehad met alle bijbehorende streken zoals het foppen van leraren en vriendjes. Hun gevoel voor humor zijn ze nooit helemaal kwijtgeraakt, en hoewel ze qua gedachten op één lijn bleven zitten ontstonden er ook duidelijke verschillen. Christina is onhandig, verlegen en geldt als de zwakkere zus; Caroline daarentegen is een vlotte zelfverzekerde meid die na afronding van haar studie in viersterrenrestaurants en hotels heeft gewerkt.

### 1990; dubbelspel
Caroline en Christina arriveren op 18 januari 1990 in Ramsay Street, Erinsborough waar ze zich verschuilen voor een moordenaar. Ze huren het huis van Paul Robinson (nr. 22) en geven zich uit voor Linda Giles. Om geen argwaan te wekken neemt Caroline deze rol voor haar rekening; ze wordt door Paul aangenomen als assistent-manager van het Lassiter's Hotel. Omdat Christina het zat is om steeds binnen te moeten blijven mag zij af en toe invallen, met als gevolg dat ze een spoor van vernieling achterlaat en een keer op eigen houtje handelt; en juist op die dag loopt Caroline het kantoor binnen. De zusjes biechten alles op en nadat de moordenaar is opgepakt kan Caroline zich met volle overgave op haar baan storten.

### 1991; ongelukkig in de liefde
Caroline en Christina nemen Paul in huis en worden allebei verliefd op hem; ze strijden om zijn charmes totdat ze een taboebeleid invoeren. In de liefde blijken de rollen echter omgedraaid; Caroline knoopt een relatie aan met Pauls vader Jim die 20 jaar ouder is dan zij; dit wordt haar niet in dank afgenomen door de andere bewoners van de straat. Ook Adam Willis, die op nr. 28 woont, is een teleurstelling; hij kan zijn doktersopleiding niet betalen en voelt zich te min voor Caroline die hogere toppen gewend is. Desondanks gaan ze als vrienden uit elkaar. 
Terwijl Christina het taboebeleid doorbreekt en in 1991 haar jawoord geeft aan Paul voelt Caroline zich steeds meer in het nauw gedreven. Tot haar grote opluchting krijgt ze een hoge functie aangeboden bij de New Yorkse tak van het bedrijf van Pauls tante Rosemary Daniels. Eenmaal daar komt ze erachter dat hoteleigenaar Donald Henson Paul buiten spel wil zetten door een fusie met Lassiter's. Ze brengt Paul meteen op de hoogte en wordt als dank teruggehaald naar Erinsborough voor een beter betaalde baan bij de Robinson Corporation. Caroline krijgt een relatie met Martin Tyrell, die haar aanvankelijk aanzag voor secretaresse en later te hulp kwam toen ze identieke maagklachten kreeg aan de bevallige Christina (resulterend in de geboorte van zoon Andrew). Lang duurt het echter niet, want Martin blijkt een getrouwde vader te zijn die over zijn scheiding heeft gelogen.

### 1992; vertrek naar Milaan
Als Caroline en Paul op de weg terug van een zakenbespreking door autopech worden getroffen (midden in de wildernis) worden ze verliefd op elkaar; omwille van Christina proberen ze hun gevoelens te bedwingen totdat het op een avond tot hevig kussen komt (Paul zag Caroline voor Christina aan). Caroline voelt zich opgelucht maar ook schuldig, vooral wanneer ze alleen is met Christina. En dat haar oudste neef Marco in de cafetaria een gesprek over het vreemdgaan met Paul opvangt maakt de zaak er niet makkelijker op. 
Op 11 mei 1992 vlucht Caroline halsoverkop naar Milaan, maar Chistina weet haar te vinden nadat ze via de babyfoon de waarheid heeft vernomen. Deze confrontatie leidt er echter toe dat de zussen weer tot elkaar komen. Toch besluit Caroline om in Milaan te blijven; ze is dicht bij familie en ze heeft er een eigen hotel, waarmee haar grote droomwens in vervulling is gegaan.

### 2019; terugkeer
Op 1 juni 2019 kondigden Gayle en Gillian Blakeney een terugkeer in Neighbours aan voor drie afleveringen; ze werden nog dezelfde week overgevlogen vanuit hun huidige thuisbasis Los Angeles voor de opnamen. Caroline en Christina komen over naar Queensland waar ze Paul verrassen door op zijn zoveelste bruiloft (ditmaal met Terese Willis) aanwezig te zijn. 